# ایستگاه متروی هنگر لین
ایستگاه متروی هنگر لین (انگلیسی: Hanger Lane tube station) یکی از ایستگاه‌های متروی لندن است.
این ایستگاه که در منطقه ایلینگ لندن قرار دارد در سال ۱۹۴۷ تأسیس شده و جزئی از خط مرکزی متروی لندن است.

## نگارخانه

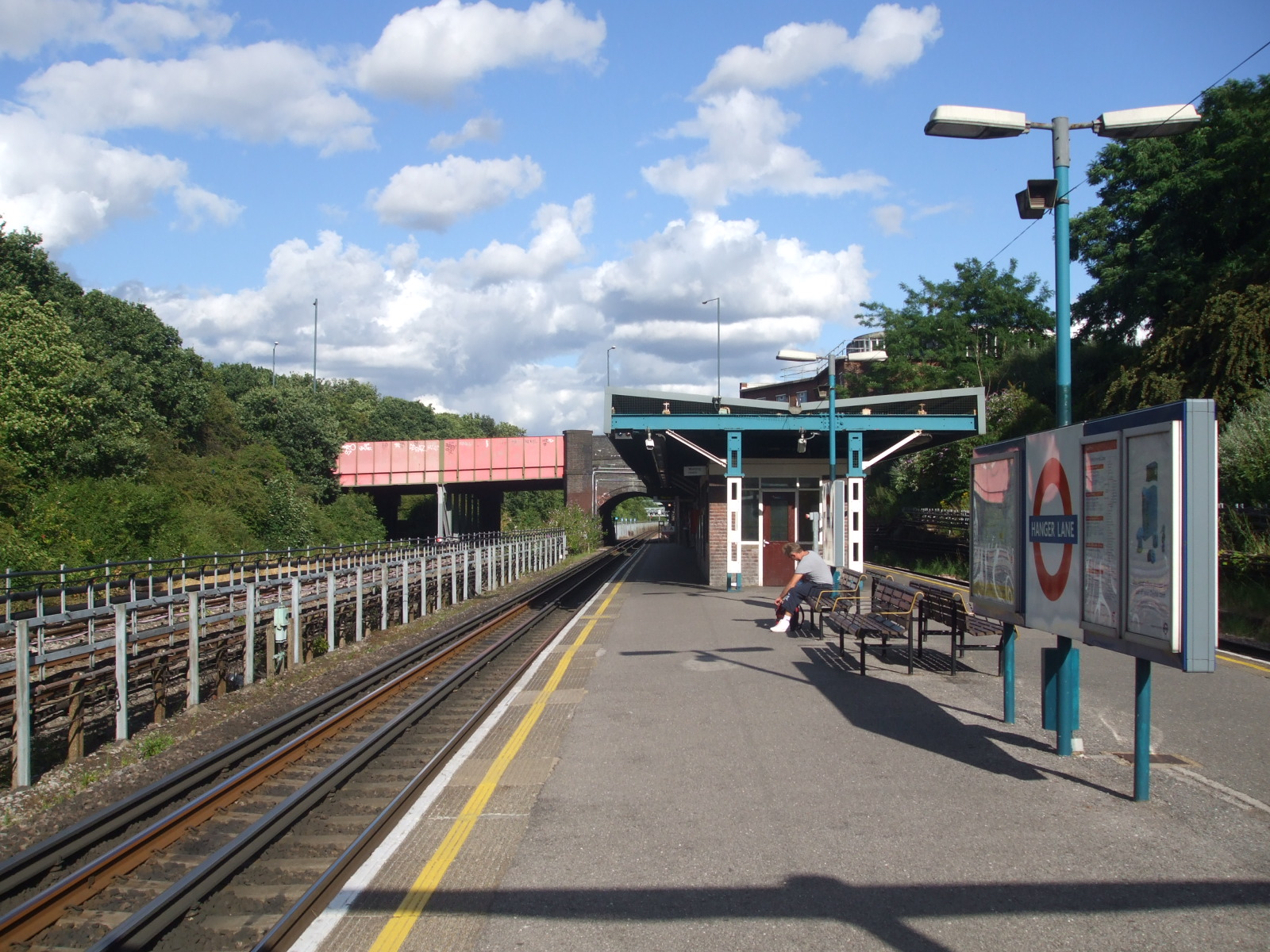
Looking eastwards
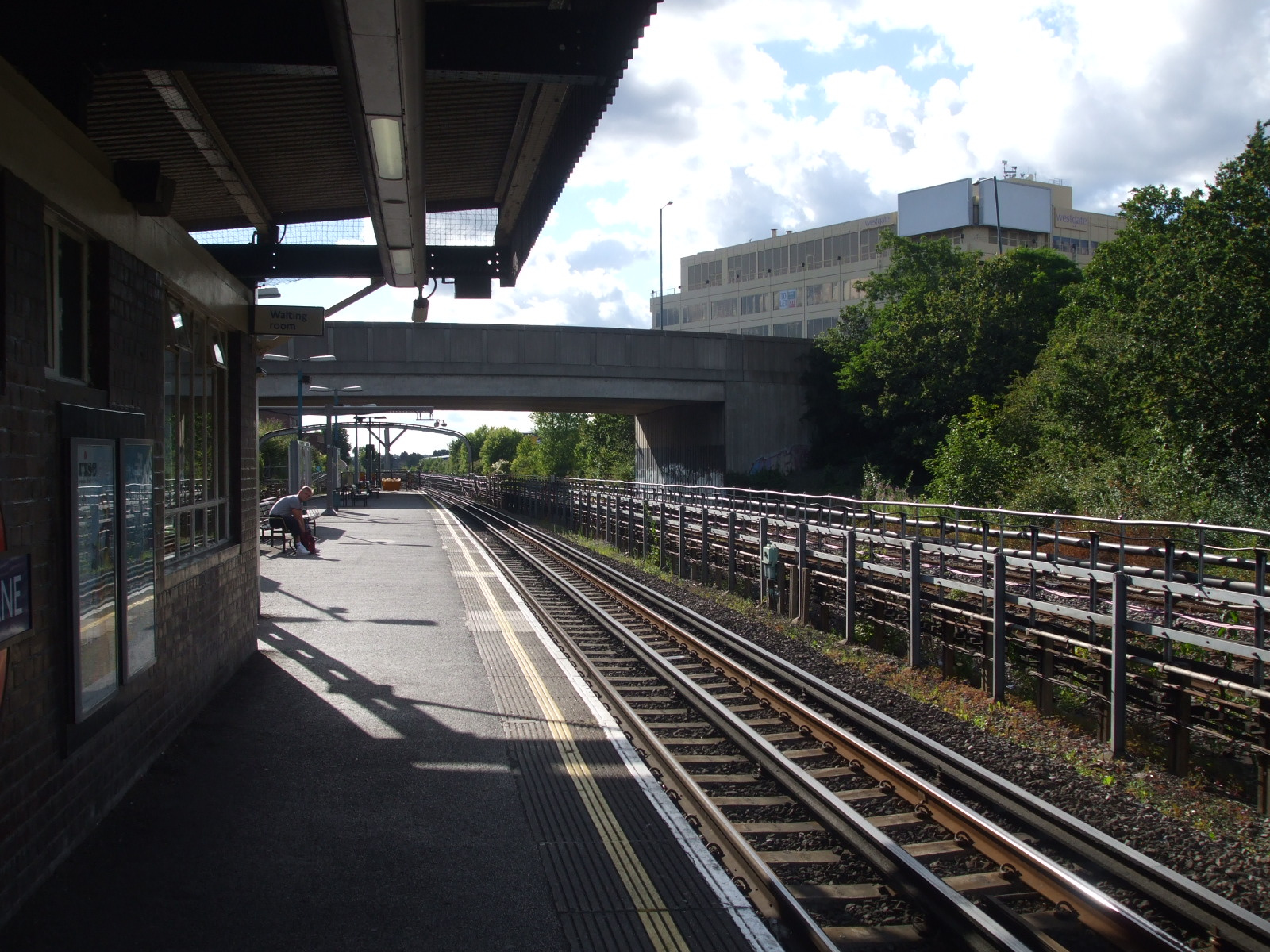
Looking westwards
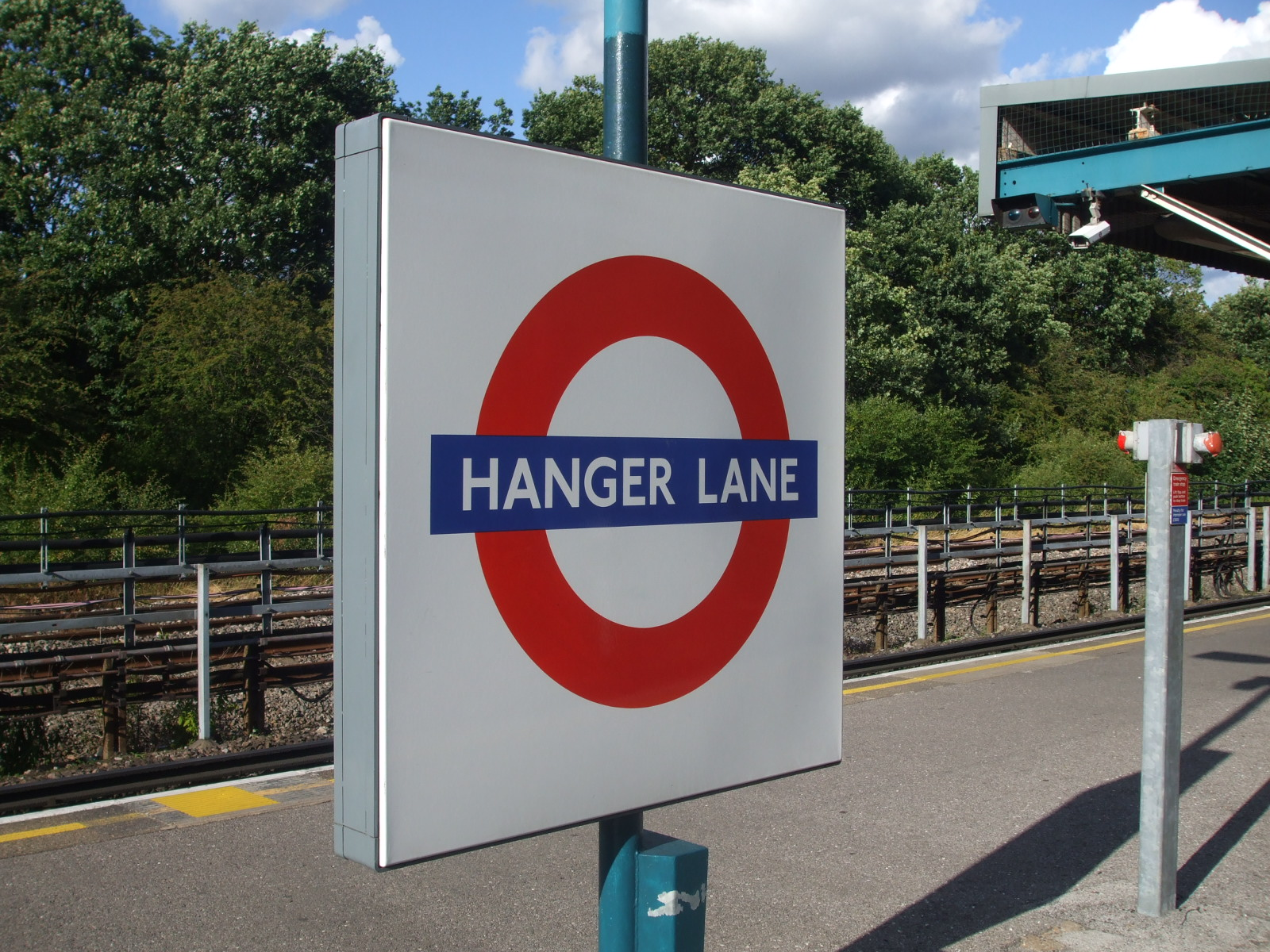
Roundel on westbound platform face.